# Toyosu (métro de Tokyo)
Toyosu (豊洲駅, Toyosu-eki) est une station du métro de Tokyo sur la ligne Yūrakuchō dans l'arrondissement de Kōtō à Tokyo. C'est également le terminus de la ligne Yurikamome.

## Situation sur le réseau
La station de Toyosu est située au point kilométrique (PK) 25,1 de la ligne Yūrakuchō et au PK 14,7 de la ligne Yurikamome.

## Histoire
La station a été inaugurée le 8 juin 1988 sur la ligne Yūrakuchō. La ligne Yurikamome y arrive le 27 mars 2006.

## Services aux voyageurs

### Accès et accueil
La station est ouverte tous les jours. La station de la ligne Yūrakuchō se trouve au 3e sous-sol et se compose de 2 quais centraux desservis par 4 voies. La station de ligne Yurikamome est aérienne et se compose d'un quai central encadré par 2 voies terminus.
En moyenne, 200 533 voyageurs ont fréquenté quotidiennement la station en 2015 (côté Tokyo Metro).

### Desserte
- Ligne Yūrakuchō :
  - voie 1 : direction Shin-Kiba
  - voie 2 : pour les trains terminus
  - voies 3 et 4 : direction Kotake-Mukaihara (interconnexion avec la ligne Seibu Yūrakuchō pour Hannō) ou Wakōshi (interconnexion avec la ligne Tōbu Tōjō Line pour Shinrinkōen)
- Ligne Yurikamome :
  - voies 1 et 2 : direction Shimbashi

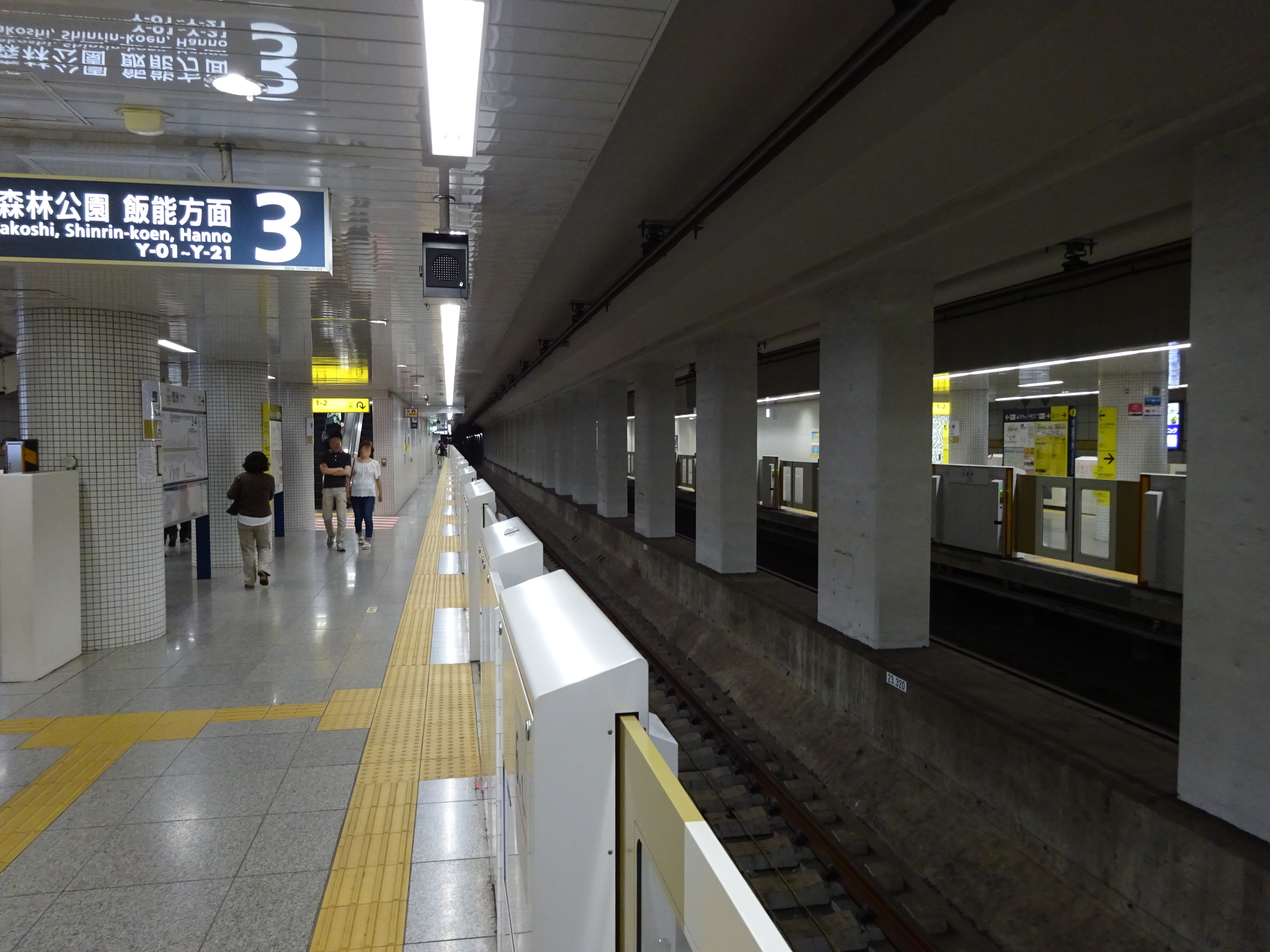
Quais de la ligne Yūrakuchō
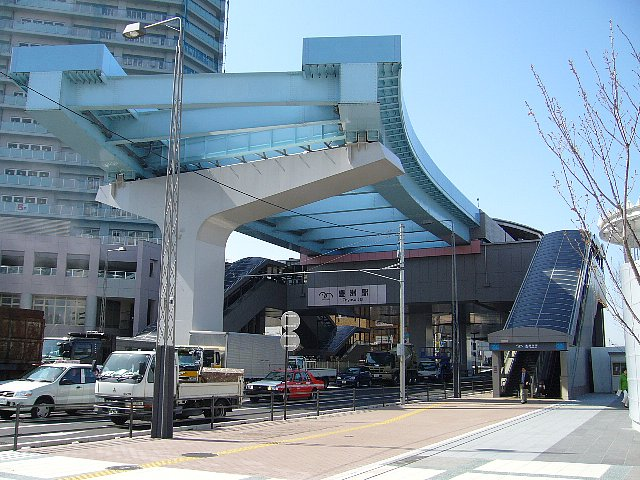
Terminus de la ligne Yurikamome

## À proximité
- Toyosu